# Aegis
Aegis (provisorisk beteckning: S/2009 (93) 1) är en av två kända naturliga satelliter till asteroiden 93 Minerva.
Månen upptäcktes 16 augusti 2009 av astronomerna Frank Marchis, Brent Macomber, Pascal Descamps, Jérôme Berthier, J. P. Emery och Frederic Vachier  vid Keck-observatoriet. Samtidigt upptäcktes också en lite mindre måne som idag bär namnet Gorgoneion. Månens omloppsbana har en halv storaxel om 620 kilometer och gör ett varv runt Minerva på 2,4 dygn. Månen bedöms vara mellan 2,6 och 4,6 kilometer i diameter. Månen har fått sitt namn efter skölden Aigis inom grekisk mytologi.

## Namngivning
Konventionen säger att asteroidmånar ska namnges efter ett barn eller en nära släkting till den som fått ge namn åt huvudasteroiden. Exempelvis trippelasteroiden 87 Sylvia har månar som namngetts till Romulus och Remus, grundarna till Rom och tvillingsöner till vestalen Rhea Sylvia. Minerva hade emellertid inga ättlingar, vilket gjorde det omöjligt att följa denna konvention för hennes båda månar.
Därför kom upptäckarna att sprida förfrågan om hur namngivningen skulle lösas. Flera förslag inkom om att döpa asteroidmånarna efter gudinnans magiska vapen. Så kom det sig att de döptes till Gorgoneion efter Zeus skyddsamulett och Aegis efter hans sköld. Namnen godkändes av IAU i december 2013.